# نظام التثقيل في الغوص

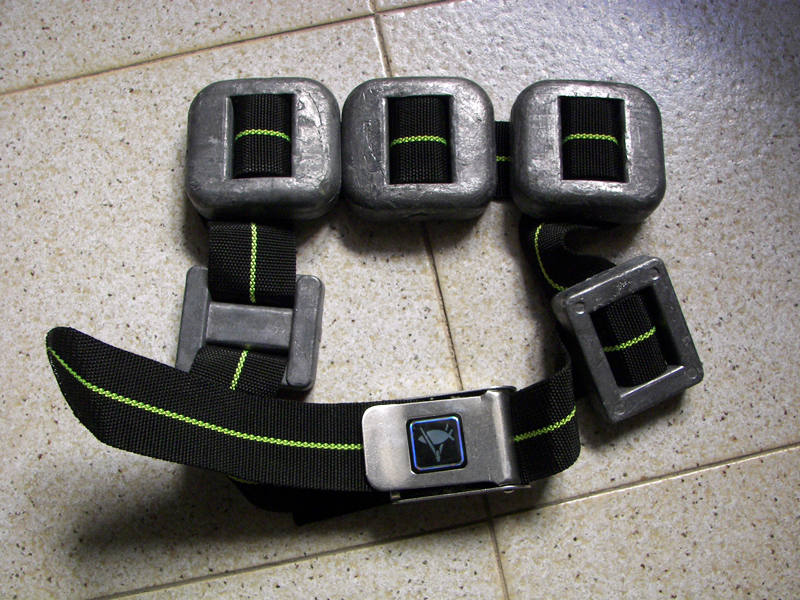
حزام تثقيل يستخدم في الغوص الاحترافي.

نظام التثقيل في الغوص هو مجموعة من الأوزان التي يرتديها الغوّاص لمقاومة أثر الطفو الناجم عن معدات الغوص الأخرى مثل بدلة الغوص أو أسطوانات الغوص المصنوعة من الألومنيوم.
في الوقت نفسه ينبغي على الغواص أن تكون له القدرة على التحكم في الطفو والتدرب قبل الغوص، إذ أنالوزن الزائد يتطلب جهد بدني إضافي.
تصنع أثقال الغوص عادةً من الرصاص.

## معرض صور

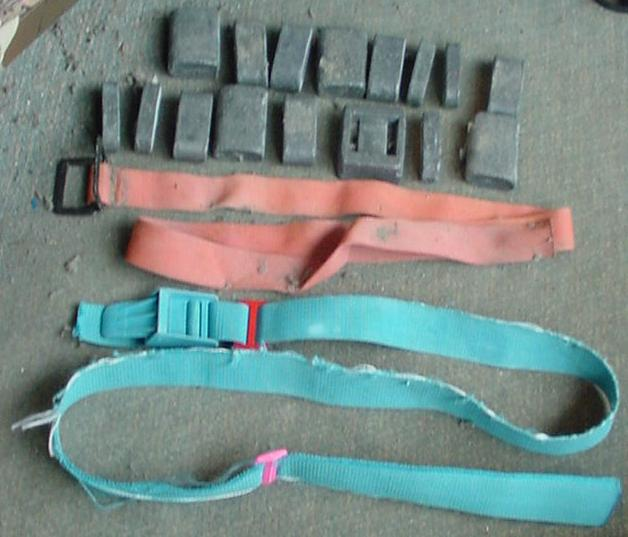
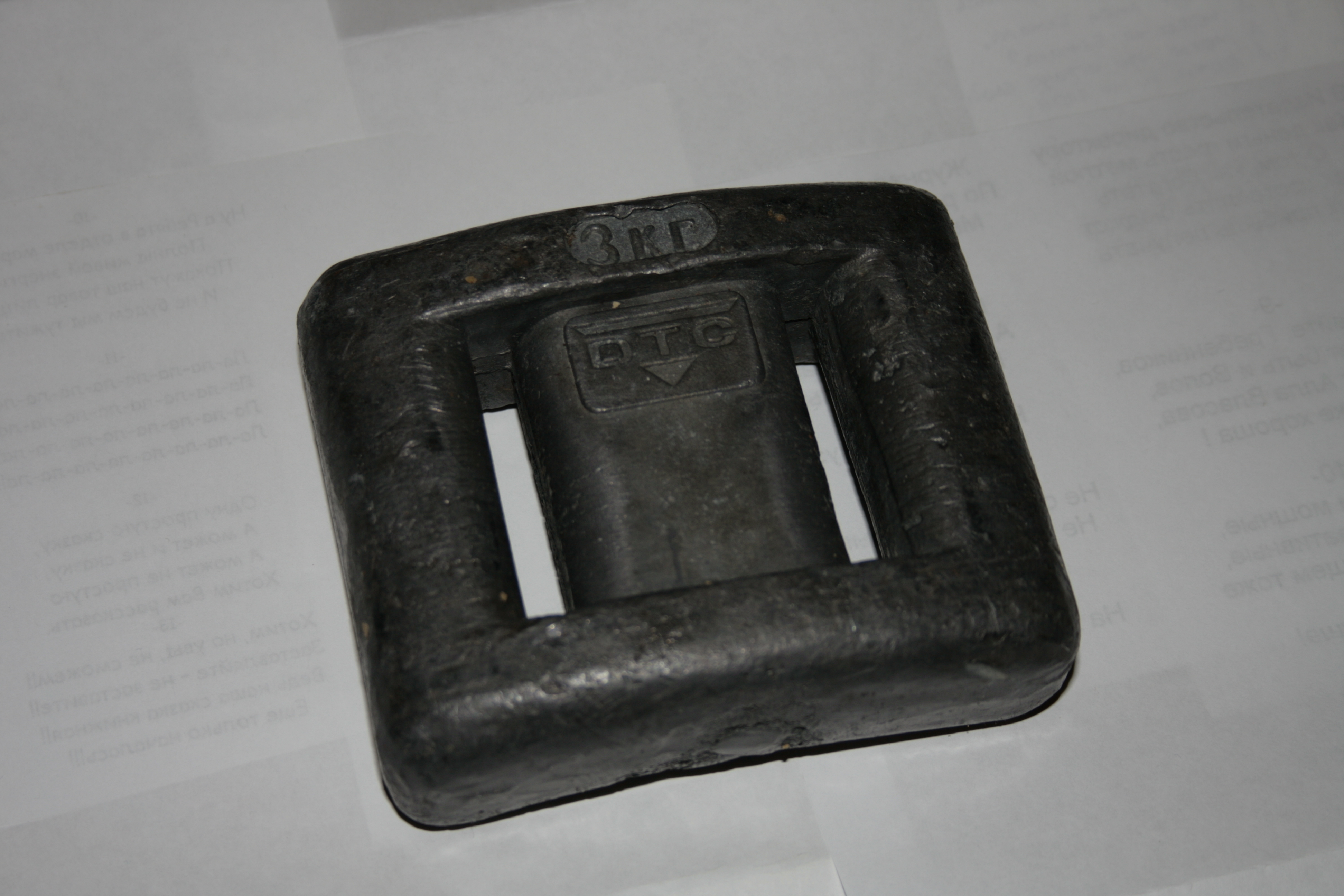
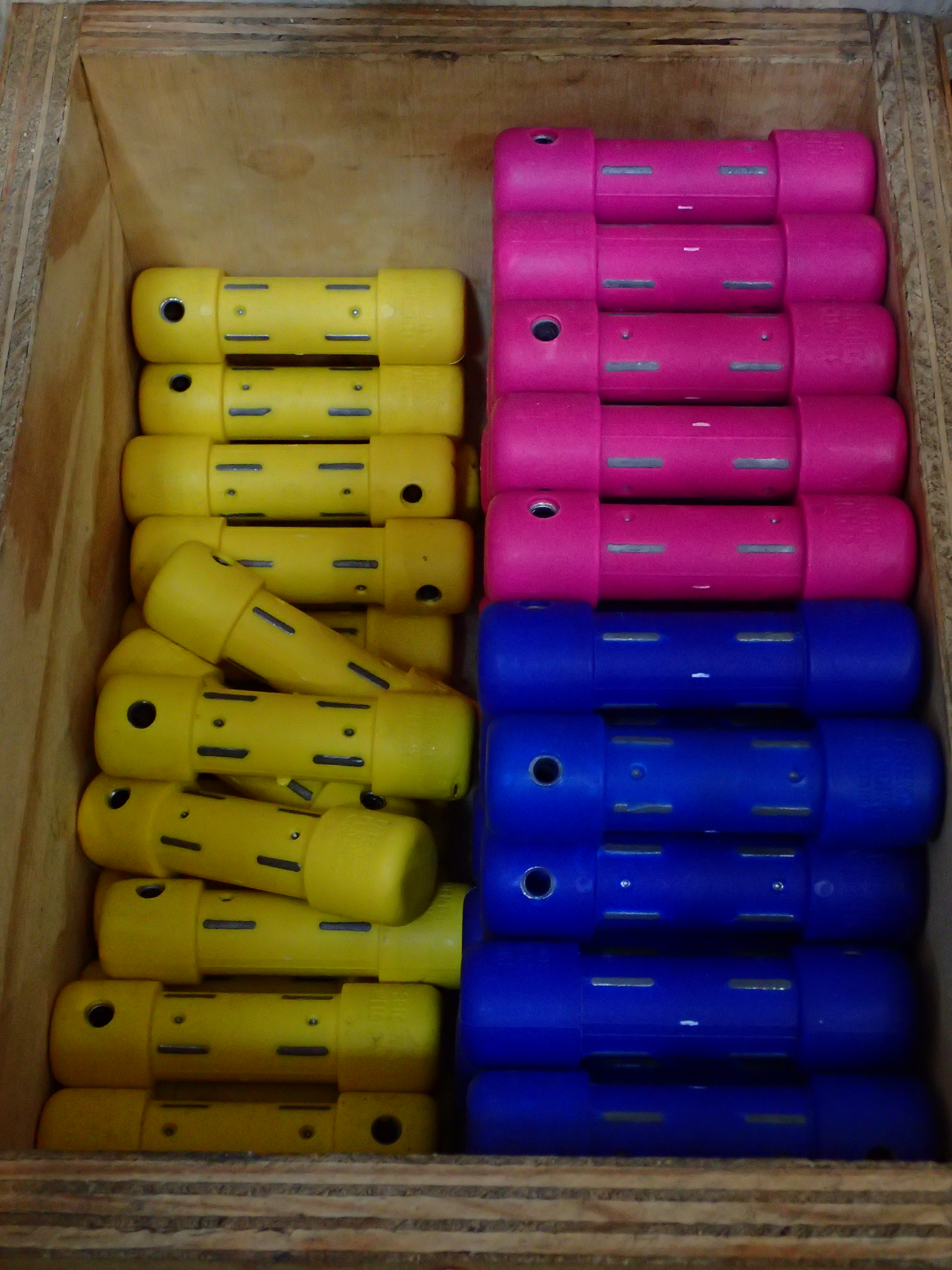
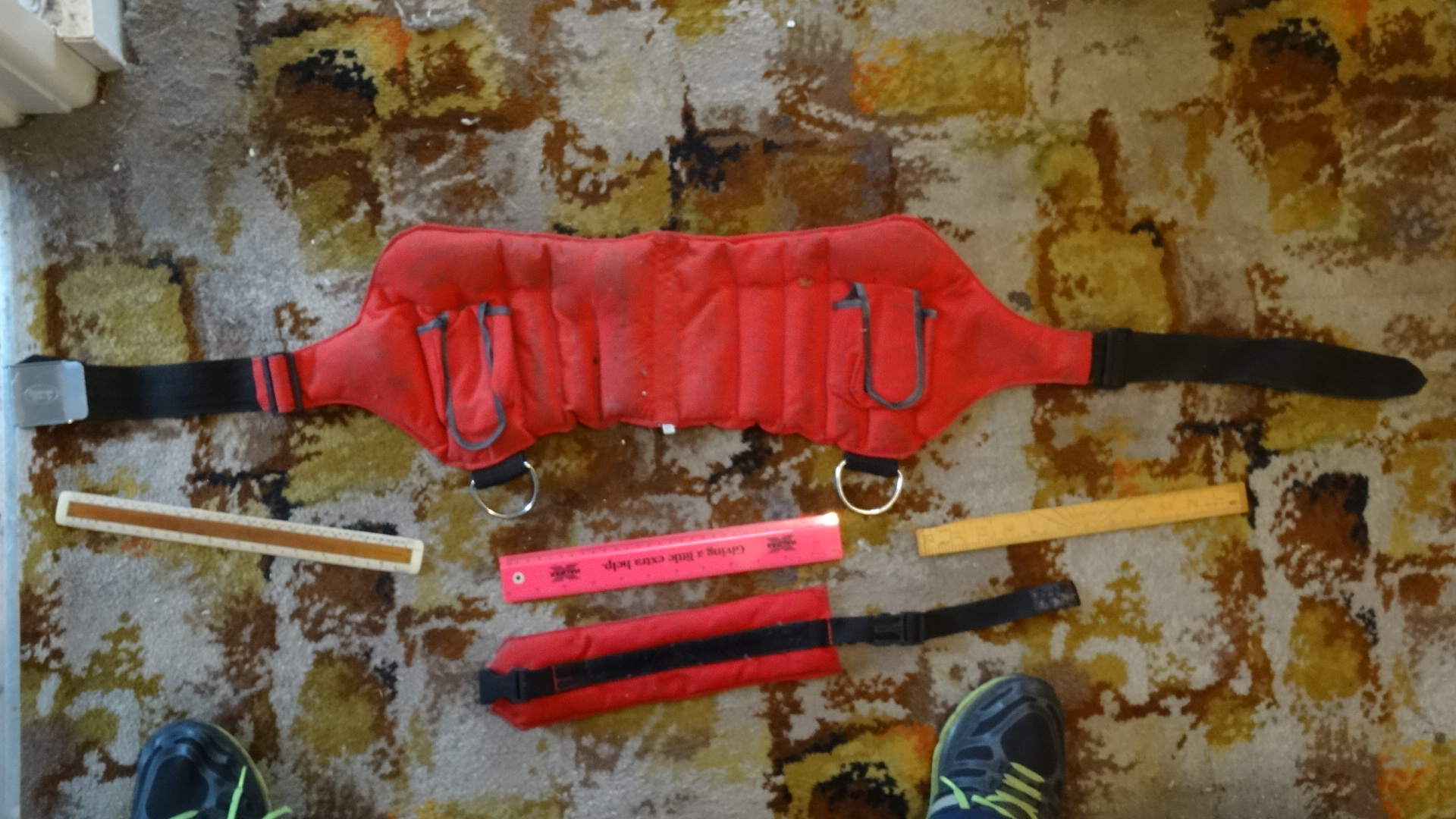
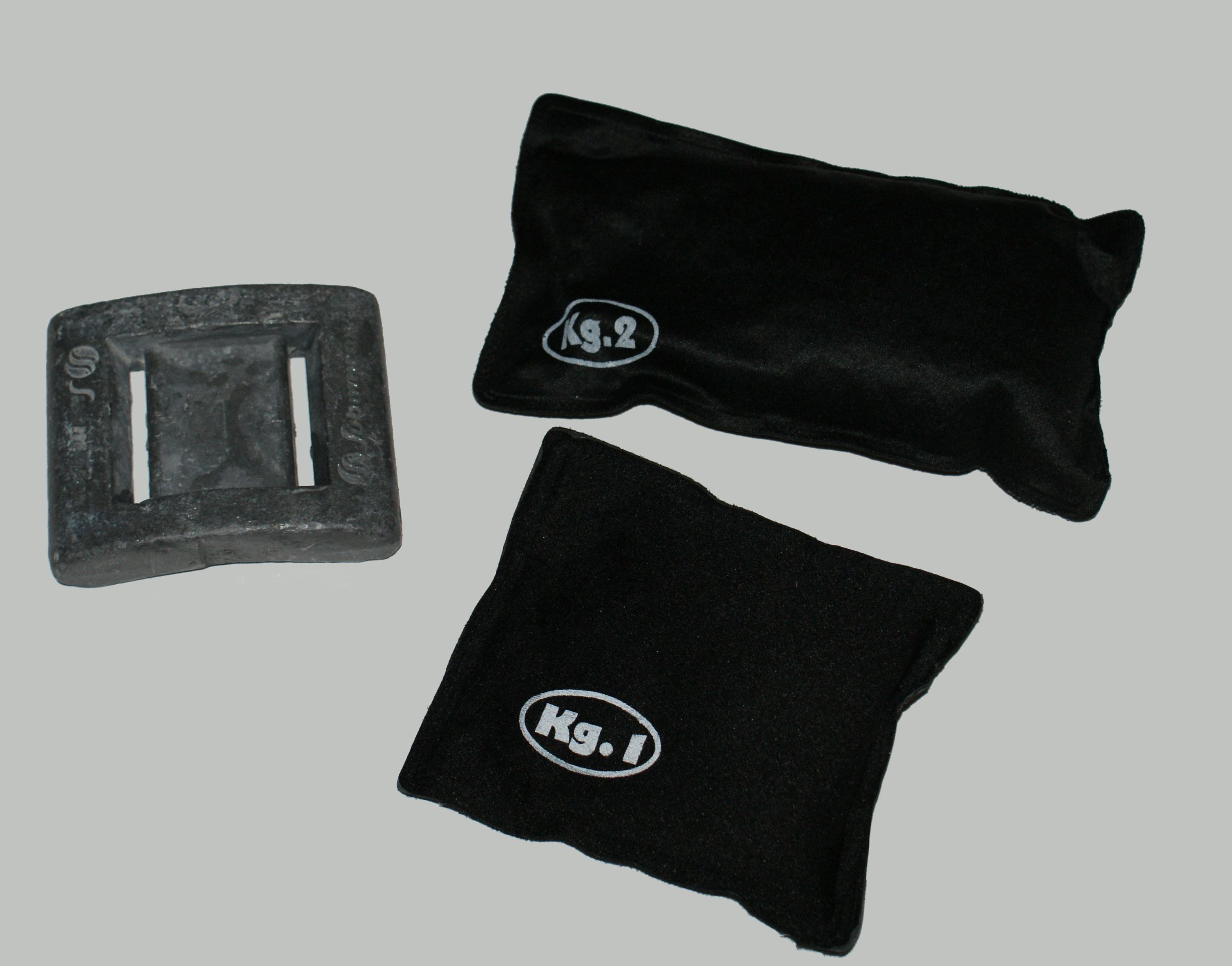
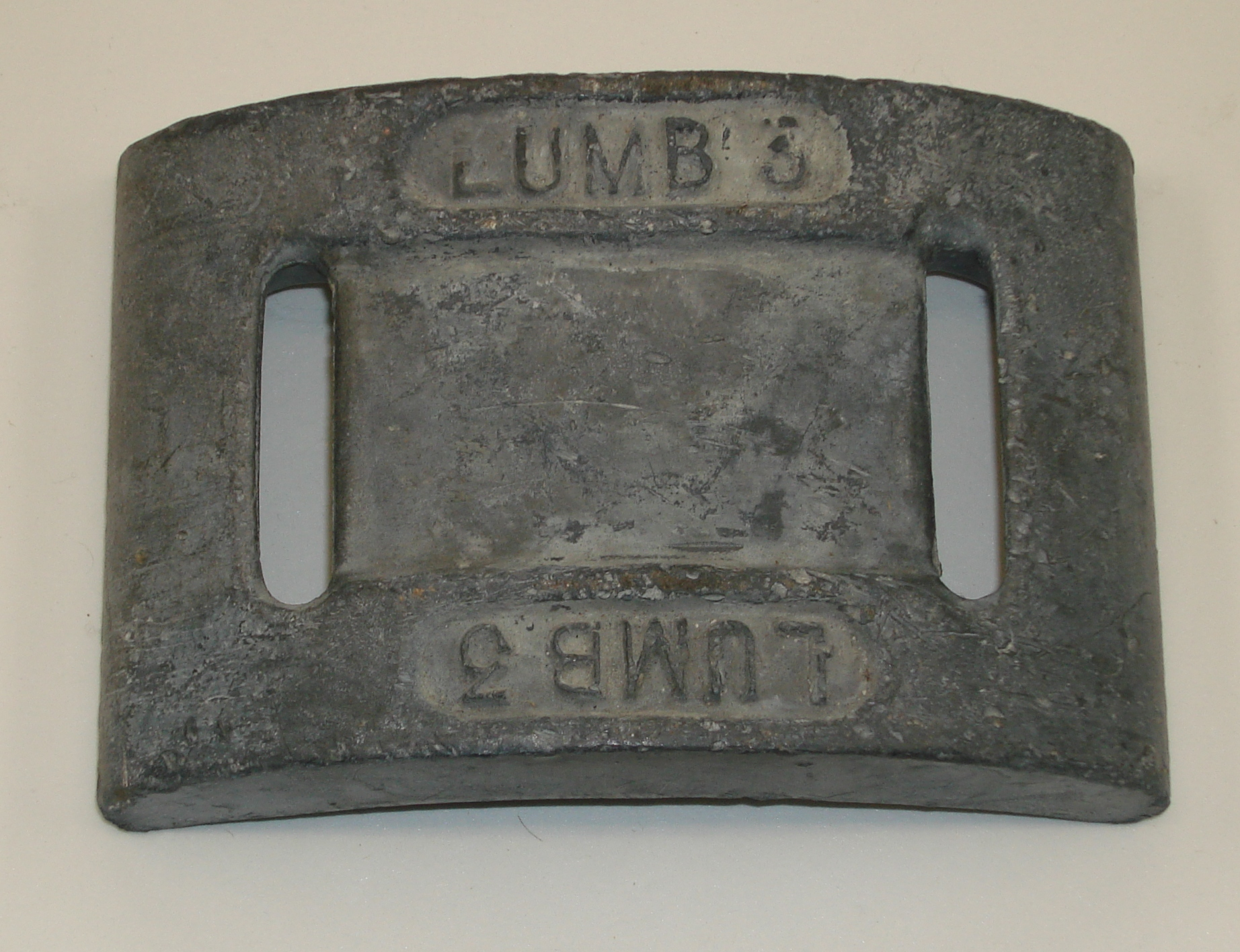